# 放射化学
放射化学（ほうしゃかがく、英: Radiochemistry）とは、放射性物質の性質および化学反応を研究対象とする化学の一分野。
放射化学では、天然放射性同位体および人工放射性同位体の両方を取り扱う。

## 概要
放射性核種は崩壊によって、さらに安定核種であっても放射線照射で放射化すると、核反応によって異なる元素に変化（核壊変）する。
このとき、どの核種がどんな確率（半減期）・どんな割合でどういった放射性崩壊を起こすのか、あるいはどの核種にどの放射線を照射するとどの核種に変わるのか、といった事柄には法則性がある。
また、崩壊の際に発生する放射線(ベータ線やガンマ線)も、核種ごとに決まった範囲のエネルギーを持つ。
歴史的には、これら核壊変に関する法則を実験的に決定し、また環境中の放射性同位体について、その分布や起源、循環などの挙動が研究対象となった。現代では、人工放射性同位体の製造および研究や、極めて微量の原子に対する調査なども含まれる。
なお、放射線化学は、放射線のエネルギーによる分子や原子の化学的な状態変化（イオン化、励起、結合の切断など）を利用して化学反応を研究するもので、放射化学とは全く異なる分野である。

## 元素分析
安定核種を放射化し、生成した放射性核種の崩壊を観測することにより、間接的に元の元素を同定できる。これが放射化分析の基礎となっている。
検出感度は通常 10-8 [g/g]以下で、微量でも同時に多元素を分析でき、非破壊検査も可能である。分析化学において問題となる、化学的性質が類似する共存元素による妨害がないなどの特長を持つが、大規模な設備が必要となる。
特に熱中性子による中性子放射化分析は、物質を貫通する性質が強いため試料母材（マトリクス：対象外の主成分）の影響を受けにくく精度が高いが、原子炉のように強力な中性子源と、極めて厳重な遮蔽を必要とする。
試料の状態と対象となる核種に応じた前処理（粉砕や抽出など）を行い、放射化する。放射化後に後処理を行う場合もある。その後、崩壊による放射線を観測するが、十分な精度を得るには、濃度が低いほど、半減期が長いほど、時間がかかる。
例えば、ウラン、コバルト、ナトリウムを同時に分析した場合、ナトリウム24(半減期15時間)のβ線(5.514MeV)、ウラン239(半減期2.9日)から生成したネプツニウム239(半減期22分)のβ線(0.218MeV)、コバルト60(半減期5.3年)のβ線(0.318MeV)と生成したニッケル60のγ線(1.17MeV,1.33MeV)が、順に観測される。
よく知られた例として、ナポレオンの頭髪を放射化分析した結果からヒ素による毒殺説が唱えられたことが挙げられる。

## 生化学
同位体は生化学的に同じ性質を持つため、生体内物質の分子のうち、一部の原子を放射性同位体で置き換えた人工物質を細胞に与えると、天然物質と同じ代謝を受ける。その放射線を観測することで、細胞内の物質挙動を追跡できる。
どの物質（トレーサー、マーカー）のどの位置を放射性同位体で置き換え（標識、ラベル）するかは、目的によって変わる。
例えばDNAの塩基配列を決定する研究の場合、ヌクレオチドを構成するリン酸のリンを、放射性のリン32で置き換えた。
また、生体による硫黄、セレン、テルル、ポロニウムといった元素のメチル化について行なわれた研究では、バクテリアがこれらの元素を揮発性の化合物に変換する事を検証するため、各元素の同位体が使用された。
メチルコバラミン（ビタミンB12）によってこれらの元素がアルキル化され、揮発性のジメチル体（訳注：ジメチルスルフィド、ジメチルセレン等）を生じさせるものと考えられている。滅菌水にコバロキシムと無機ポロニウムを加えてバクテリアを接種した場合は揮発性のポロニウム化合物が生成したが、コバロキシムを除いた対照実験では揮発性ポロニウム化合物は生成しないことが示されている。
硫黄に関しての実験では硫黄35、ポロニウムに関しての実験ではポロニウム207が用いられた。コバルト57を培養系に添加し、続いてバクテリアからコバラミンを単離（およびその単離されたコバラミンの放射能を測定）した関連研究においては、バクテリアが利用可能なコバルトをメチルコバラミンに変換することが示された。
但し、わずかな重さの違いは生じるため、反応などに若干の差が出ることを考慮する必要がある。

## 環境化学
環境中で測定される放射性同位体は、自然現象と人間の活動によるものから成っていて、その起源や挙動が研究、調査されている。
環境放射線のうち自然放射線の一部を占める土壌由来の放射線源として、国際原子力機関は、主に4種類の放射性同位体が土壌1kgあたり40K（100～700Bq）、226Ra（10～50Bq）、238U（100～700Bq）、232Th（7～50Bq）含まれるとしている。
一方、大気については、14Cや32Pなどが宇宙線による核破砕によって常に生成するほか、地殻中の226Ra崩壊による222Rnは岩盤を透過して大気中に拡散し、さらに、水に溶けることから飲料水にも混入する
。
人間によるものでは、核実験や原子力事故だけでなく、鉱工業をはじめとする多くの産業から放出されている。
環境中の放射性同位体は様々な要因で滞留、移動する。
森林や草原の火災などによって再飛散する現象を検証するため、チェルノブイリ周辺の立ち入り禁止区域で火をつけ、風下の大気の放射能が測定する実験が行われている
。

### アクチノイドの化学形態
一般に重金属は複数の酸化数を持ち、例えばアクチノイド元素のウランは +3 から +6、プルトニウムは +3 から +7 を取る。
このため、ひとつの溶液中で同じ元素が様々な酸化状態の化合物をつくり同時に共存する不均化が起きうる。これは、環境中で同位体を化合物として研究することを困難にしている。
様々な条件下でアクチノイドがどのような酸化数・配位数を取るかについて研究がおこなわれており、比較的単純な錯体の溶液での研究や、コロイドでの研究がある。
アクチノイドの分析で重要と考えられる母材（マトリクス）は土壌・岩石とコンクリートであり、これらに含まれている時の化学的特性が、EXAFSやXANESといった手法で研究されてきている。

### コロイド
軽い元素は水溶性が高いが、土壌粒子に吸着されると土壌中の移動速度が大幅に小さくなる。しかし土壌粒子がコロイドの場合、それほど小さくならない。
134Csで標識したコロイド粒子による研究では、土壌中を移動することが確かめられた。

### 微生物
一部のバクテリアが、アクチノイドを含む重金属を代謝に用いる事が知られている。
例えば、サーモアナエロバクター属の微生物は、ウランを含むいくつかの重金属イオン（クロム (Cr4+)、鉄 (Fe3+)、コバルト (Co3+)、マンガン (Mn4+)、ウラン (U6+))を電子受容体、酢酸、グルコース、水素、乳酸、ピルビン酸、コハク酸、キシロースを電子供与体として代謝を行うことができる。
つまり、バクテリアによって重金属イオンが還元されて磁鉄鉱(Fe3O4)、菱鉄鉱(FeCO3)、菱マンガン鉱(MnCO3)、閃ウラン鉱(UO2)などの鉱物が析出することになる。
他の研究者もバクテリアによるウランの固定に取り組んでいたが、マンチェスター大学の研究者フランシス・R・リベンズらはGeobacter sulfurreducens がウラニルイオン(UO22+)を二酸化ウランに還元できるのは、バクテリアがウラニルイオンを一電子還元してUO2+とし、その後 不均化が生じてウラニルイオンと二酸化ウランが生じるためである、という説を提示した。
これは、バクテリアがネプツニルイオン (NpO22+) から酸化ネプツニウムを生じさせることはないという観察結果に基づくものであった。

## 参照
1. ↑  H. SMITH, S. FORSHUFVUD & A. WASSÉN, Nature, 1962, 194(26 May), pp.725-726
2. ↑  
N. Momoshima, Li-X. Song, S. Osaki and Y. Maeda (2002). “Biologically induced Po emission from fresh water”. Journal of Environmental Radioactivity 63 (2):  187-197. doi:10.1016/S0265-931X(02)00028-0.
3. ↑  
N. Momoshima, Li-X. Song, S. Osaki and Y. Maeda (2001). “Formation and emission of volatile polonium compound by microbial activity and polonium methylation with methylcobalamin”. Environmental Science and Technology 35 (14):  2596-2960. doi:10.1021/es001730+.
4. ↑  "Generic Procedures for Assessment and Response during a Radiological Emergency", International Atomic Energy Agency TECDOC Series number 1162, published in 2000.
5. ↑  
Janja Vaupotič and Ivan Kobal (2006). “Effective doses in schools based on nanosize radon progeny aerosols”. Journal of Environmental Radioactivity 40 (39):  7494-7507. doi:10.1016/j.atmosenv.2006.07.006.
6. ↑  
Michael Durand (2006). “Indoor air pollution caused by geothermal gases”. Building and Environment 41 (11):  1607-1610. doi:10.1016/j.buildenv.2005.06.001.
7. ↑  
Paolo Boffetta (2006). “Human cancer from environmental pollutants: The epidemiological evidence”. Mutation Research/Genetic Toxicology and Environmental Mutagenesis 608 (2):  157-162. doi:10.1016/j.mrgentox.2006.02.015.
8. ↑  
M. Forte, R. Rusconi, M.T. Cazzaniga and G. Sgorbati (2007). “The measurement of radioactivity in Italian drinking waters”. Microchemical Journal 85 (1):  98-102. doi:10.1016/j.microc.2006.03.004.
9. ↑  
R. Pöllänen, M.E. Ketterer, S. Lehto, M. Hokkanen, T.K. Ikäheimonen, T. Siiskonen, M. Moring, M.P. Rubio Montero and A. Martín Sánchez (2006). “Multi-technique characterization of a nuclearbomb particle from the Palomares accident”. Journal of Environmental Radioactivity 90 (1):  15-28. doi:10.1016/j.jenvrad.2006.06.007.
10. ↑  
Yoschenko VI et al. (2006). “Resuspension and redistribution of radionuclides during grassland and forest fires in the Chernobyl exclusion zone: part I. Fire experiments”. Journal of Environmental Radioactivity 86 (2):  143-163. doi:10.1016/j.jenvrad.2005.08.003. PMID 16213067.
11. ↑  
Rabideau, S.W. (1957). “The Kinetics of the Disproportionation of Plutonium(V)”. Journal of the American Chemical Society 79 (24):  6350-6353. doi:10.1021/ja01581a002.
12. ↑  
Steven D. Conradson, David L. Clark, Mary P. Neu, Wolfgang Runde, and C. Drew Tait. (2000). “Characterizing the Plutonium Aquo Ions by XAFS Spectroscopy”.
13. ↑  P. G. Allen, J. J. Bucher, D. K. Shuh, N. M. Edelstein, and T. Reich (1997). “Investigation of Aquo and Chloro Complexes of UO22+, NpO2+, Np4+, and Pu3+ by X-ray Absorption Fine Structure Spectroscopy”. Inorganic Chemistry 36 (21):  4676-4683. doi:10.1021/ic970502m.
14. ↑  
David L. Clark, Steven D. Conradson, D. Webster Keogh Phillip D. Palmer Brian L. Scott and C. Drew Tait (1998). “Identification of the Limiting Species in the Plutonium(IV) Carbonate System. Solid State and Solution Molecular Structure of the [Pu(CO3)5]6- Ion”. Inorganic Chemistry 37 (12):  2893-2899. doi:10.1021/ic971190q.
15. ↑  Jörg Rothe, Clemens Walther, Melissa A. Denecke, and Th. Fanghänel (2004). “XAFS and LIBD Investigation of the Formation and Structure of Colloidal Pu(IV) Hydrolysis Products”. Inorganic Chemistry 43 (15):  4708-4718. doi:10.1021/ic049861p.
16. ↑  
M. C. Duff, D. B. Hunter, I. R. Triay, P. M. Bertsch, D. T. Reed, S. R. Sutton, G. Shea-McCarthy, J. Kitten, P. Eng, S. J. Chipera, and D. T. Vaniman (1999). “Mineral Associations and Average Oxidation States of Sorbed Pu on Tuff”. Environ. Sci. Technol. 33 (13):  2163-2169. doi:10.1021/es9810686.
17. ↑  
P. F. Ervin, S. D. Conradson.(2002). “Plutonium Contamination Valence State Determination Using X-Ray Absorption Fine Structure Permits Concrete Recycle”.
18. ↑  David L. Clark, Steven D. Conradson, Mary P. Neu, D. Webster Keogh, Pamela L. Gordon, C. Drew Tait, Wolfgang Runde Mavis Lin, Craig Van Pelt. 
"Synchrotron Radiation Studies Aid Environmental Cleanup"
19. ↑  
R.D. Whicker and S.A. Ibrahim (2006). “Vertical migration of 134Cs bearing soil particles in arid soils: implications for plutonium redistribution”. Journal of Environmental Radioactivity 88 (2):  171-188. doi:10.1016/j.jenvrad.2006.01.010.
20. ↑  Yul Roh, Shi V. Liu, Guangshan Li, Heshu Huang, Tommy J. Phelps, and Jizhong Zhou, "Isolation and Characterization of Metal-Reducing Thermoanaerobacter Strains from Deep Subsurface Environments of the Piceance Basin, Colorado", Applied and Environmental Microbiology, 2002, 68, 6013-6020.
21. ↑  Researchers use bacteria to reduce uranium to safe levels (May 19, 2006)
22. ↑  [リンク切れ]
23. ↑  Uranium ‘pearls’ before slime (August 07, 2006)